# Crockett Cup (2022)
Crockett Cup 2022 es un evento pago por visión de lucha libre profesional producido por National Wrestling Alliance. Tendrá lugar el 19 de marzo de 2022 desde el Nashville Fairgrounds en Nashville, Tennessee. Este será el segundo evento de pago por visión de la NWA en el 2022.
Esta será la sexta edición del evento, tras el torneo original de Jim Crockett Sr. Memorial Cup Tag Team se celebró en 1986, 1987 y 1988 por Jim Crockett Promotions y la primera que se realiza desde 2019; el evento de 2020 se canceló debido a la pandemia de COVID-19.

## Antecedentes
El Torneo de Parejas de la Copa Memorial Jim Crockett Sr. es un torneo de parejas que se celebró por primera vez en abril de 1986. Jim Crockett Promotions (JCP), miembro de la National Wrestling Alliance (NWA), encabezada por Jim Crockett Jr., organizó la Copa Crockett, realizado en honor al padre de Crockett, el fundador de JCP, Jim Crockett Sr. , y contó con la participación de equipos de varios territorios de la NWA. JCP celebró el torneo nuevamente en 1987 y 1988, antes de que JCP fuera vendido a Ted Turner ese mismo año. En julio de 2017, Crockett Foundation , con Classic Pro Wrestling, llevó a cabo el "Torneo de Parejas de la Copa de la Fundación Crockett" en New Kent, Virginia, que no estaba afiliado a la NWA. Bobby Fulton , The Barbarian y The Rock 'n' Roll Express , todos exparticipantes de la Copa Crockett, participaron en el evento como enlace a los torneos originales.
El concepto original de la Copa Crockett era un torneo de equipos de etiqueta de eliminación simple , con el premio de la historia de $ 1,000,000.00 otorgado al equipo ganador junto con un gran trofeo. [6] Los torneos de 1986 y 1987 contaron con 24 equipos, mientras que la versión de 1988 tuvo 22 equipos compitiendo. Cada torneo se dividió en dos espectáculos para abarcar los 23 partidos del torneo, así como los partidos que no son del torneo; en 1986, JCP realizó un espectáculo por la tarde y otro por la noche, mientras que en 1987 y 1988, el torneo se extendió en dos días.
El 31 de enero de 2022, se anunció que la Copa Crockett regresaría y se llevaría a cabo del 19 al 20 de marzo en el Nashville Fairgrounds en Nashville, Tennessee.

### Argumentos
El evento contará con una serie de combates de lucha libre profesional con diferentes luchadores involucrados en peleas, tramas e historias preexistentes con guion . Los luchadores son retratados como heels (aquellos que retratan a los "chicos malos"), rostros (los personajes de los "chicos buenos") o tweeners (personajes que no son claramente un heel ni una cara) mientras siguen una serie de situaciones que generan tensión. eventos, que culminan en un combate de lucha libre o una serie de combates según lo determine la promoción. La séptima temporada del programa insignia semanal de la NWA, Powerr , presentó historias previas al evento.
partidos de torneo	Editar
La característica principal del evento es la Crockett Cup titular, un torneo de parejas en el que, además del trofeo del mismo nombre, los ganadores obtendrán un partido por el Campeonato Mundial de Parejas de la NWA . El torneo se disputará con 16 equipos, el doble que el evento de 2019.
Los siguientes equipos han sido anunciados para el torneo:
La Rebelión (Bestia 666 y Mecha Wolf) (Campeones Mundiales en Parejas de la NWA)
Los hermanos Briscoe (Jay Briscoe y Mark Briscoe) (Campeones mundiales en parejas de ROH) [7]
Doug Williams y Harry Smith [7]
Estrictamente comercial (Chris Adonis y Thom Latimer)
El OGK (Mike Bennett y Matt Taven)
Los reparadores (Jay Bradley y Wrecking Ball Legursky) [7]
Matthew Mims y el Papa
Aron Stevens y JR Kratos
Gold Rushhh (Jordan Clearwater y Marshe Rockett)
El fin (Odinson y Parrow)
Hawx Aerie (Luke Hawx y PJ Hawx)
Los Cardona (Mike Knox y VSK)
El enfermo engendrado (Alex Taylor, Capitán YUMA, Jeremiah Plunkett y/o Rush Freeman)
Además, la Noche 1 del 19 de abril contará con un partido de cuatro esquinas para determinar el puesto número 16 en el torneo. Los equipos son:
La violencia es para siempre (Dominic Garrini y Kevin Ku)
Los chicos de las malas noticias (Brandon Tate y Brent Tate)
Los tiradores de Rip City (Joshua Bishop y Wes Barkley)
Los buscadores de calor (Elliott Russell y Sigmon)
Durante la cartelera completa de Hard Times 2 , el presidente de la NWA, Billy Corgan , anunció el regreso del Campeonato Mundial de Peso Pesado Júnior de la NWA , que ha estado inactivo durante cinco años, y la final del torneo de cuatro vías para determinar el nuevo campeón tendrá lugar el 20 de marzo. Se grabaron los partidos del torneo de peso pesado júnior para la nueva serie semanal de la NWA, NWA USA . El combate a cuatro bandas contará con Austin Aries , Homicide , Darius Lockhart y Colby Corino compitiendo por el vacante Campeonato Mundial Peso Pesado Júnior.
En NWA PowerrrTrip , Matt Cardona derrotó a Trevor Murdoch para ganar el Campeonato Mundial Peso Pesado de la NWA. Después del combate, se enfrentaría a Nick Aldis , el hombre al que Murdoch venció para convertirse en el campeón. Aldis promulgaría su cláusula de revancha para enfrentar a Cardona por el título en la Copa Crockett. El 1 de marzo, se anunció que el embajador del evento, Jeff Jarrett , también será el árbitro invitado especial para el combate por el título mundial de la NWA, a pedido de Cardona de un árbitro imparcial.

## Resultados

### Noche 1: 19 de marzo
- Pre-Show: Magic Jake Dumas derrotó a Captain YUMA (con Danny Deals & Jeremiah Plunkett).(4:44)
  - Dumas cubrió a YUMA después de aplicarle un «Abracadabra».
- Pre-Show: The Bad News Boyz (Brandon Tate & Brent Tate) derrotaron a Violence Is Forever (Dominic Garrini & Kevin Ku), The Rip City Shooters (Joshua Bishop & Wes Barkley) y The Heatseekers (Elliott Russell & Sigmon) y clasificaron al Crockett Cup 2022.(9:45)
  - Brent cubrió a Garrini con un «Oklahoma Roll».
- Pre-Show: The Briscoe Brothers (Jay Briscoe & Mark Briscoe) derrotaron a The NOW (Hale Collins & Vik Dalishus) y avanzaron a los cuartos de final del Crockett Cup 2022.(8:21)
  - Jay cubrió a Dalishus con un combo de «Neckbreaker» y un «Froggy Bow».
- Hawx Aerie (Luke Hawx & PJ Hawx) derrotaron a The End (Odinson & Parrow) y avanzaron a los cuartos de final del Crockett Cup 2022.(9:20)
  - PJ cubrió a Odinson con un «Small Package».
  - Después del combate, The End atacaron a Hawx Aerie, lesionando a Luke.
- The Cardonas (Mike Knox & VSK) derrotaron a Matthew Mims & The Pope y avanzaron a los cuartos de final del Crockett Cup 2022.(9:59)
  - VSK cubrió a Mims después de aplicarle un «Frog Splash».
- The Dirty Sexy Boys (Dirty Dango & JTG) derrotaron a Aron Stevens & The Blue Meanie y avanzaron a los cuartos de final del Crockett Cup 2022.(6:40)
  - JTG cubrió a Meanie con un «Roll-Up».
  - Originalmente Kratos iba a ser el compañero de Stevens, sin embargo fue reemplazado por Meanie.
- Gold Rushhh (Jordan Clearwater & Marshe Rockett) (con BLK Jeez & Tyrus) derrotaron a Strictly Business (Chris Adonis & Thom Latimer) y avanzaron a los cuartos de final del Crockett Cup 2022.(4:18)
  - Clearwater cubrió a Latimer después de golpearlo con el título Mundial Televisivo de Tyrus.
  - Durante el combate, Jeez & Tyrus interfirieron a favor de Gold Rushhh distrayendo al árbitro.
- The Commonwealth Connection (Doug Williams & Harry Smith) derrotaron a The Ill Begotten (Alex Taylor & Rush Freeman) (con Jeremiah Plunkett) y avanzaron a los cuartos de final del Crockett Cup 2022.(6:38)[1]
  - Williams cubrió a Freeman después de aplicarle un «Diving Headbut».
- La Rebelión (Bestia 666 & Mecha Wolf) derrotaron a The Bad Newz Boyz (Brandon Tate & Brent Tate) y avanzaron a los cuartos de final del Crockett Cup 2022.(8:59)
  - Wolf cubrió a Brent después de aplicarle un «Mark of the Beast» en conjunto con Bestia.
- The Cardonas (Mike Knox & VSK) derrotaron a The Fixers (Jay Bradley & Wrecking Ball Legursky) y avanzaron a la semifinal del Crockett Cup 2022.(7:03)
  - Knox cubrió a Legursky después de aplicarle un «Reverse STO» seguido de un «Frog Splash» de VSK.
- The Briscoe Brothers (Jay Briscoe & Mark Briscoe) derrotaron a The Dirty Sexy Boys (Dirty Dango & JTG) y avanzaron a la semifinal del Crockett Cup 2022.(8:13)
  - Jay cubrió a JTG después de aplicarle un «Jay Driller» seguido de un «Froggy Bow» de Mark.
- La Rebelión (Bestia 666 & Mecha Wolf) derrotaron a PJ Hawx y avanzaron a la semifinal del Crockett Cup 2022.(7:25)
  - Wolf cubrió a PJ después de aplicarle un «Mark of the Beast» en conjunto con Bestia.
  - Originalmente Luke Hawx iba a participar pero debido a una lesión, dejó a PJ luchar en desventaja.
- The Commonwealth Connection (Doug Williams & Harry Smith) derrotaron a Gold Rushhh (Jordan Clearwater & Marshe Rockett) (con BLK Jeez) y avanzaron a la semifinal del Crockett Cup 2022.(12:50)
  - Williams forzó a Clearwater a rendirse con un «Hammerlock Hold».[2]

### Noche 2: 20 de marzo
- Pre-Show: Mims derrotó a AJ Cazana.(9:15)
  - Mims cubrió a Canaza después de aplicarle un "Big Strong Slam".
- Pre-Show: Cyon & The OGK (Matt Taven & Mike Bennett) derrotaron a Magic Jake Dumas & The Fixers (Jay Bradley & Wrecking Ball Legursky) y Gold Rushhh (BLK Jeez, Jordan Clearwater & Marshe Rockett) (con Austin Idol) en un Team War.(11:47)
  - Cyon eliminó a Jeez después de aplicarle un "Death Valley Driver".
  - Cyon forzó a Rockett a rendirse con un "Crossface".
  - Clearwater eliminó a Cyon después de aplicarle un "Midas Touch" y cubriéndolo mientras se apoyaba en las cuerdas.
  - Clearwater eliminó a Dumas, por encima de la tercera cuerda.
  - Legursky eliminó a Clearwater después de aplicarle un "Powerbomb" seguido de un "Bodysplash" siendo eliminado Golden Rushhh por completo.
  - Taven eliminó a Legursky después de aplicarle un "Rolling Elbow".
  - Bradley eliminó a Bennett después de aplicarle un "Lifting Side Slam".
  - Taven finalmente eliminó a Bradley aplicándole un "Climax" seguido de un "Frog Splash".
- Pre-Show: PJ Hawx derrotó a Alex Taylor (con Captain YUMA) por rendición.(6:37)
  - PJ forzó a Taylor a rendirse con un "Sharpshooter".
  - Después del combate, Taylor atacó a YUMA, terminando con un "Low Blow" seguido de un "Death Valley Driver", expulsando así a YUMA de The Ill Begotten.
- The Briscoe Brothers (Jay Briscoe & Mark Briscoe) derrotaron a The Cardonas (Mike Knox & VSK) y avanzaron a la final del Crockett Cup 2022.(7:45)
  - Jay cubrió a VSK después de aplicarle un "Doomsday Device" junto a Mark.
- The Commonwealth Connection (Doug Williams & Harry Smith) derrotaron a La Rebelión (Bestia 666 & Mecha Wolf) y avanzaron a la final del Crockett Cup 2022.(8:58)
  - Smith cubrió a Bestia después de aplicarle un "Avalanche Powerslam".
- Anthony Mayweather derrotó a Jax Dane por rendición y retuvo el Campeonato Nacional de la NWA.(10:11)
  - Mayweather forzó a Dane a rendirse con un "Armbar".
- Jax Dane derrotó a Anthony Mayweather y ganó el Campeonato Nacional de la NWA.(0:31)
  - Dane cubrió a Mayweather después de aplicarle un "Clothesline Lariat".
  - Dane usó su oportunidad del Champion's Series.
- The Hex (Allysin Kay & Marti Belle) derrotaron a Pretty Empowered (Ella Envy & Kenzie Paige) y retuvieron los Campeonatos Mundiales Femeninos en Parejas de la NWA.(7:09)
  - Belle cubrió a Envy después de aplicarle "The Hex Marks the Spot" junto a Kay.
- Homicide derrotó a Austin Aries, Darius Lockhart y a Colby Corino ganando el reactivado Campeonato Mundial Peso Pesado Júnior de la NWA.(9:39)[3]
  - Homicide cubrió a Corino después de aplicarle un "Cop Killa".
- Kamille derrotó a Kylie Rae y a Chelsea Green reteniendo el Campeonato Mundial Femenino de la NWA.(12:02)
  - Kamille cubrió a Rae después de aplicarle una "Spear".
  - Después de la lucha, Thom Latimer salió al ring para celebrar la victoria junto a Kamille.
- Tyrus derrotó a Rodney Mack y retuvo el Campeonato Mundial Televisivo de la NWA.(8:14)
  - Tyrus cubrió a Mack después de aplicarle un "Heart Punch".
- The Briscoe Brothers (Jay Briscoe & Mark Briscoe) derrotaron a The Commonwealth Connection (Doug Williams & Harry Smith) y ganaron el Crockett Cup 2022.(13:55)
  - Jay cubrió a Williams después de aplicarle un "Jay Driller" seguido de un "Froggy Bow" de Mark.[4]
- Matt Cardona derrotó a Nick Aldis por descalificación (con Jeff Jarrett como árbitro especial invitado) y retuvo el Campeonato Mundial Peso Pesado de la NWA (21:11).[5]
  - Aldis fue descalificado debido a que Jarrett pensó que Mickie James fue la que le aplicó un "Low Blow" por detrás.
  - Durante la lucha, The Cardonas (Mike Knox & VSK) interfieron a favor de Cardona, pero fueron detenidos por The Commonwealth Connection (Harry Smith & Doug Williams).[6]
  - Durante el combate, también interfirió Chelsea Green aplicándole un "Low Blow" a Jarrett por atrás, pero fue detenida por Mickie James.[7]

## Torneo
|  | Primera Ronda                                             | Primera Ronda |                                                           |                                           | Cuartos de final | Cuartos de final                          |  |  | Semifinales | Semifinales                                               |  |  | Final | Final |  |
|  |                                                           |               |                                                           |                                           |                  |                                           |  |  |             |                                                           |  |  |       |       |  |
|  |                                                           |               |                                                           |                                           |                  |                                           |  |  |             |                                                           |  |  |       |       |  |
|  | La Rebelión (Bestia 666 & The Mecha Wolf)                 | Pin           |                                                           |                                           |                  |                                           |  |  |             |                                                           |  |  |       |       |  |
|  | La Rebelión (Bestia 666 & The Mecha Wolf)                 | Pin           |                                                           |                                           |                  |                                           |  |  |             |                                                           |  |  |       |       |  |
|  | The Bad News Boyz (Brandon Tate & Brent Tate)             | 8:59          |                                                           |                                           |                  |                                           |  |  |             |                                                           |  |  |       |       |  |
|  | The Bad News Boyz (Brandon Tate & Brent Tate)             | 8:59          |                                                           | La Rebelión (Bestia 666 & The Mecha Wolf) | Pin              |                                           |  |  |             |                                                           |  |  |       |       |  |
|  |                                                           |               |                                                           | La Rebelión (Bestia 666 & The Mecha Wolf) | Pin              |                                           |  |  |             |                                                           |  |  |       |       |  |
|  |                                                           |               | The Hawk Aerie (Luke & PJ)                                |                                           |                  |                                           |  |  |             |                                                           |  |  |       |       |  |
|  | The End (Odinson & Parrow)                                | 9:20          |                                                           |                                           |                  |                                           |  |  |             |                                                           |  |  |       |       |  |
|  | The End (Odinson & Parrow)                                | 9:20          |                                                           |                                           |                  |                                           |  |  |             |                                                           |  |  |       |       |  |
|  | Hawx Aerie (Luke & PJ)                                    | Pin           |                                                           |                                           |                  |                                           |  |  |             |                                                           |  |  |       |       |  |
|  | Hawx Aerie (Luke & PJ)                                    | Pin           |                                                           |                                           |                  | La Rebelión (Bestia 666 & The Mecha Wolf) |  |  |             |                                                           |  |  |       |       |  |
|  |                                                           |               |                                                           |                                           |                  |                                           |  |  |             |                                                           |  |  |       |       |  |
|  |                                                           |               | The Commonwealth Connection (Doug Williams & Harry Smith) | Pin                                       |                  |                                           |  |  |             |                                                           |  |  |       |       |  |
|  | Strictly Business (Chris Adonis & Thom Latimer)           | 4:18          | The Commonwealth Connection (Doug Williams & Harry Smith) | Pin                                       |                  |                                           |  |  |             |                                                           |  |  |       |       |  |
|  | Strictly Business (Chris Adonis & Thom Latimer)           | 4:18          |                                                           |                                           |                  |                                           |  |  |             |                                                           |  |  |       |       |  |
|  | Gold Rushhh (Jordan Clearwater & Marshe Rockett)          | Pin           |                                                           |                                           |                  |                                           |  |  |             |                                                           |  |  |       |       |  |
|  | Gold Rushhh (Jordan Clearwater & Marshe Rockett)          | Pin           | Gold Rushhh (Jordan Clearwater & Marshe Rockett)          |                                           |                  |                                           |  |  |             |                                                           |  |  |       |       |  |
|  |                                                           |               |                                                           |                                           |                  |                                           |  |  |             |                                                           |  |  |       |       |  |
|  |                                                           |               | The Commonwealth Connection (Doug Williams & Harry Smith) | Pin                                       |                  |                                           |  |  |             |                                                           |  |  |       |       |  |
|  | The Commonwealth Connection (Doug Williams & Harry Smith) | Pin           | The Commonwealth Connection (Doug Williams & Harry Smith) | Pin                                       |                  |                                           |  |  |             |                                                           |  |  |       |       |  |
|  | The Commonwealth Connection (Doug Williams & Harry Smith) | Pin           |                                                           |                                           |                  |                                           |  |  |             |                                                           |  |  |       |       |  |
|  | The III Begotten (Alex Taylor & Rush Freeman)             | 6:38          |                                                           |                                           |                  |                                           |  |  |             |                                                           |  |  |       |       |  |
|  | The III Begotten (Alex Taylor & Rush Freeman)             | 6:38          |                                                           |                                           |                  |                                           |  |  |             | The Commonwealth Connection (Doug Williams & Harry Smith) |  |  |       |       |  |
|  |                                                           |               |                                                           |                                           |                  |                                           |  |  |             |                                                           |  |  |       |       |  |
|  |                                                           |               | The Briscoe Brothers (Jay & Mark)                         | Pin                                       |                  |                                           |  |  |             |                                                           |  |  |       |       |  |
|  | Matthew Mims & The Pope                                   | 9:59          | The Briscoe Brothers (Jay & Mark)                         | Pin                                       |                  |                                           |  |  |             |                                                           |  |  |       |       |  |
|  | Matthew Mims & The Pope                                   | 9:59          |                                                           |                                           |                  |                                           |  |  |             |                                                           |  |  |       |       |  |
|  | The Cardonas (Mike Knox & VSK)                            | Pin           |                                                           |                                           |                  |                                           |  |  |             |                                                           |  |  |       |       |  |
|  | The Cardonas (Mike Knox & VSK)                            | Pin           | The Cardonas (Mike Knox & VSK)                            |                                           |                  |                                           |  |  |             |                                                           |  |  |       |       |  |
|  |                                                           |               |                                                           |                                           |                  |                                           |  |  |             |                                                           |  |  |       |       |  |
|  |                                                           |               | The Fixers (Jay Bradley & Wrecking Ball Legursky)         |                                           |                  |                                           |  |  |             |                                                           |  |  |       |       |  |
|  | The OGK (Matt Taven & Mike Bennett)                       | 10:47         |                                                           |                                           |                  |                                           |  |  |             |                                                           |  |  |       |       |  |
|  | The OGK (Matt Taven & Mike Bennett)                       | 10:47         |                                                           |                                           |                  |                                           |  |  |             |                                                           |  |  |       |       |  |
|  | The Fixers (Jay Bradley & Wrecking Ball Legursky)         | Pin           |                                                           |                                           |                  |                                           |  |  |             |                                                           |  |  |       |       |  |
|  | The Fixers (Jay Bradley & Wrecking Ball Legursky)         | Pin           |                                                           |                                           |                  | The Cardonas (Mike Knox & VSK)            |  |  |             |                                                           |  |  |       |       |  |
|  |                                                           |               |                                                           |                                           |                  |                                           |  |  |             |                                                           |  |  |       |       |  |
|  |                                                           |               | The Briscoe Brothers (Jay & Mark)                         | Pin                                       |                  |                                           |  |  |             |                                                           |  |  |       |       |  |
|  | Aron Stevens & The Blue Meanie                            |               | The Briscoe Brothers (Jay & Mark)                         | Pin                                       |                  |                                           |  |  |             |                                                           |  |  |       |       |  |
|  |                                                           |               |                                                           |                                           |                  |                                           |  |  |             |                                                           |  |  |       |       |  |
|  | The Dirty Sexy Boys (Dirty Dango & JTG)                   | Pin           |                                                           |                                           |                  |                                           |  |  |             |                                                           |  |  |       |       |  |
|  | The Dirty Sexy Boys (Dirty Dango & JTG)                   | Pin           | The Dirty Sexy Boys (Dirty Dango & JTG)                   |                                           |                  |                                           |  |  |             |                                                           |  |  |       |       |  |
|  |                                                           |               |                                                           |                                           |                  |                                           |  |  |             |                                                           |  |  |       |       |  |
|  |                                                           |               | The Briscoe Brothers (Jay & Mark)                         | Pin                                       |                  |                                           |  |  |             |                                                           |  |  |       |       |  |
|  | The Briscoe Brothers (Jay & Mark)                         | Pin           | The Briscoe Brothers (Jay & Mark)                         | Pin                                       |                  |                                           |  |  |             |                                                           |  |  |       |       |  |
|  | The Briscoe Brothers (Jay & Mark)                         | Pin           |                                                           |                                           |                  |                                           |  |  |             |                                                           |  |  |       |       |  |
|  | The NOW (Hale Collins & Vik Dalishus)                     |               |                                                           |                                           |                  |                                           |  |  |             |                                                           |  |  |       |       |  |
|  |                                                           |               |                                                           |                                           |                  |                                           |  |  |             |                                                           |  |  |       |       |  |
|  |                                                           |               |                                                           |                                           |                  |                                           |  |  |             |                                                           |  |  |       |       |  |